# Юкхон
Юкхон (пом. 1430) — п'ятий правитель королівства Лансанг.
Зайняв трон 1429 року після вбивства його старшого брата Пхомматата, який став жертвою придворних інтриг та палацової змови. Його доля виявилась схожою на долю його попередника, оскільки правління Юкхона тривало лише вісім місяців, а потім його також убили.
Хроніки, в яких згадується Юкхон, належать до старовинних анналів королівства Лансанг, держав Ланна, Аюттхая та Бірма, й усі вони суперечать одне одному. Зокрема хроніки Лансангу перекладались іншими мовами та тлумачились по різному, що спричинило дискусії з приводу правдивості тих історичних джерел. Більшість дослідників вважають, що до оригінальних текстів навмисне вносились зміни, щоб не висвітлювати ті чи інші події з метою возвеличення власної держави. Окрім того, дослідникам вкрай важко встановити хронологію та чітку послідовність подій і правителів у той період історії королівства Лансанг. Тому події та дати біографії Юкхона не можуть бути цілком достовірними.

## Біографія
Був другим сином короля Лан Кхам Денга й молодшим братом короля Пхомматата. Зайняв трон 1429 року, отримавши у спадок від свого брата політично нестабільну державу, яку роздирали суперечки та боротьба за владу між різними фракціями при дворі. За його формального правління країною фактично керувала куртизанка Магадеві, яка набула могутності ще за володарювання Лан Кхам Денга. Вона ж стала ініціаторкою вбивства Пхомматата, який стояв на її шляху до абсолютної влади.
Юкхона було обрано правителем за прямою вказівкою самої Магадеві, яка планувала зробити з нього маріонетку, від якої можна було позбавитись будь-якої миті. Втім, коли Магадеві усвідомила, що Юкхон також заважає її планам, вона вирішила його бити. Король здогадався про наміри куртизанки та втік із палацу, але його знайшли агенти Магадеві та вбили. За вісім місяців правління Юкхона інших важливих подій зафіксовано не було. Його наступником на престолі Магадеві обрала Хон Кхама, молодшого брата Лан Кхам Денга та, відповідно, дядька Юкхона.

## Боротьба за владу
Убивства Пхомматата і Юкхона, а також кількох інших наступних королів стали наслідком жаги Магадеві до влади. Близько 1440 року, коли їй було вже понад 90 років, вона мала шанс стати першою правителькою Лансангу. Втім знать об'єдналась і вирішила покласти край її свавіллю: Магадеві було вбито разом з її молодим чоловіком, а державу тимчасово очолила рада, що складалась із представників духовенства.
Окрім того, держава була розколота через ескалацію протистояння між фракцією, що підтримувала зв'язки з сіамською державою Аюттхая, з одного боку, та фракцією, що залежала від Кхмерської імперії, з іншого. Перша з тих фракцій утворилась від самого початку заснування королівства Лансанг, коли його засновник Фа Нгум одружився з дочкою правителя Аюттхаї Рамадіпаті. Ця партія знайшла підтримку серед аристократів, відданих традиції мандала, що її започаткував у своїй державі Фа Нгум. Інша фракція була тісно пов'язана з кхмерським імператорським двором, який відіграв надважливу роль в об'єднанні лаоських земель та заснуванні королівства Лансанг. Деякі дослідники вважають, що саме конфлікт між тими двома фракціями призвів до повалення та заслання з країни її засновника, короля Фа Нгума 1372 року.